# Raia-pintada

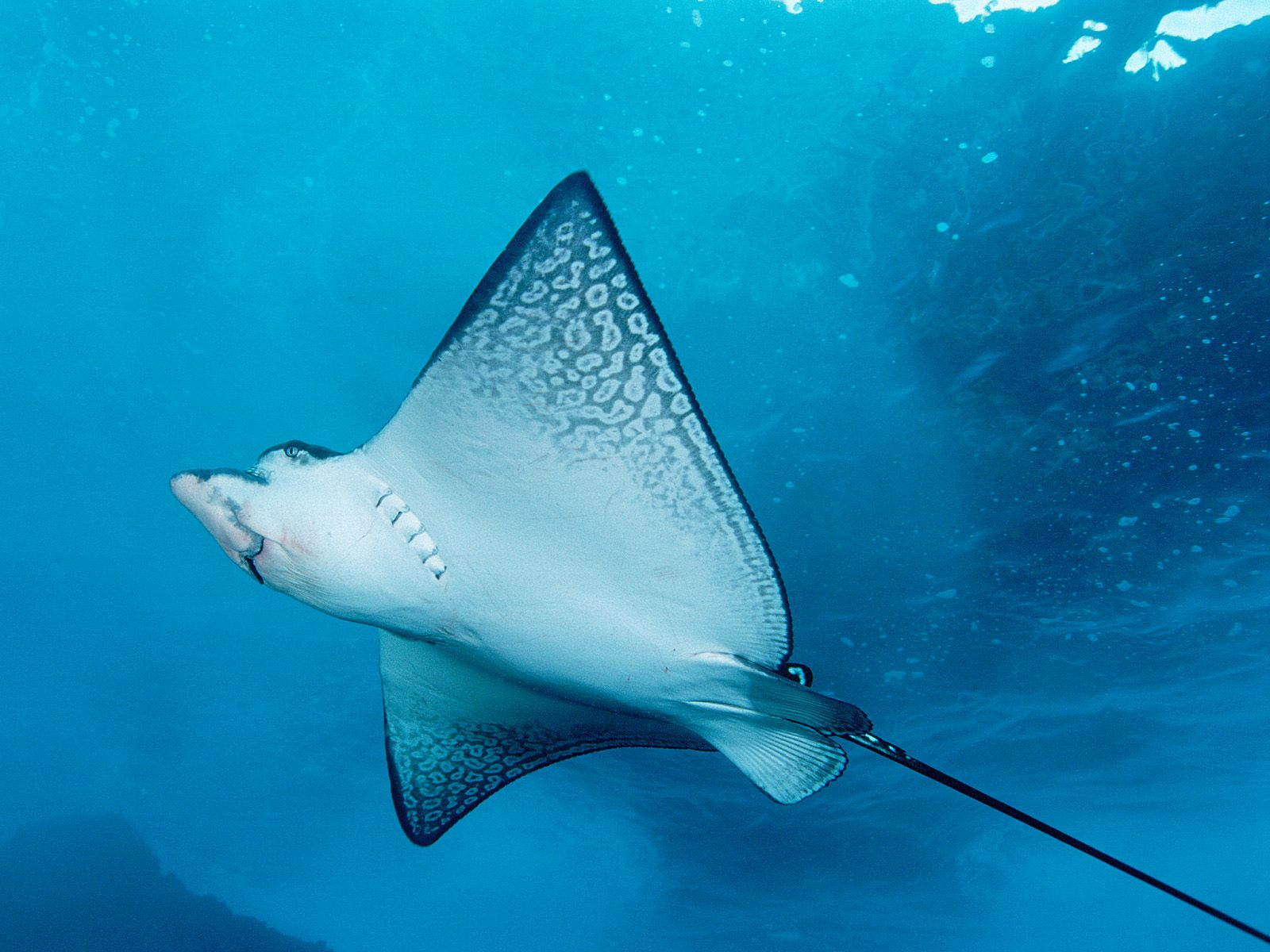
Aetobatus narinari.

Aetobatus narinari, popularmente conhecida como arraia-pintada, raia-chita, arraia-chita, raia-pintada, pintada, narinari, papagaio, raia-leopardo e ratão-pintado é um peixe cartilaginoso da família dos miliobatídeos. A sua boca localiza-se ventralmente, sua região rostral assemelha-se ao bico de uma ave e a cauda, a um chicote com 1 a 5 ferrões em sua base. O seu revestimento dorsal de marrom a oliva, com manchas brancas; a região ventral é branca, o que lhe permite uma eficaz camuflagem, vista de cima ou de baixo. Podem atingir a um tamanho de aproximadamente 230 cm.

## Etimologia
"Arraia" e "raia" vêm do latim raja. O nome "pintada" vem das pintas em seu dorso. "Narinari" é um nome de origem tupi.

## Alimentação
Possui uma boca no inferior da cabeça, com dentes em forma de placa, com uma fileira em cada mandíbula. Esse tipo de dentição facilita o processo de raspagem para obtenção de alimentos em superfícies rochosas e arenosas. Alimenta-se de crustáceos, plânctons e outros pequenos animais, como vermes, caramujos, bivalves, cefalópodes, camarões e pequenos peixes. Para capturar seu alimento, a raia raspa suas mandíbulas na superfícies, normalmente rochosas ou arenosas, para a captura desses pequenos animais. Em superfícies arenosas, sua região rostral em formato alongado auxilia na agitação do substrato em busca de alimento.

## Localização eHabitat
As raias-pintadas podem ser encontradas em todas as águas tropicais do Oceano Atlântico. No Brasil, ocorrem mais frequentemente no norte, nordeste e, mais raramente, no sudeste do país. Elas ficam normalmente no fundo de estuário e baías, apesar de serem capazes de nadar grandes distâncias em mar aberto.
Vive solitária ou em pares e em pequenos grupos, eventualmente em cardumes, nadando próximo da superfície ou do fundo, normalmente encontrada em estuários e baías. Vive entre 15 e 18 anos. Durante sua migração e reprodução, costuma formar enormes cardumes. Nesta época, ao fugir dos predadores pode ser vista executando saltos especulares para fora da água.

## Proteção
A sua cauda possui de 1 a 5 aguilhões serrilhados usados para defesa, capazes de inocular um veneno doloroso. Com sua coloração pintada, consegue se camuflar quando há risco de predadores.

## Coloração
Seu dorso possui coloração marrom a oliva com manchas brancas nos jovens e anéis desta cor nos adultos. A combinação de pintas são individualmente exclusivas, permitindo a diferenciação de cada organismo pelo registro fotográfico. O ventre é branco.

## Órgãos do Sentido
- Olfato: Narinas localizadas ventralmente na extremidade arredondada da cabeça, capazes de detectar moléculas dissolvidas na água em concentrações mínimas.
- Audição: Ouvidos com três canais semi circulares dispostos perpendicularmente uns aos outros (funcionando como um órgão de equilíbrio, portanto, tal como em todos os vertebrados superiores).
- Visão: Olhos laterais, na região dorsal e sem pálpebras cuja retina geralmente apenas contém bastões (fornecendo uma visão a preto e branco, mas bem adaptada a baixa luminosidade).
- Recepção de vibrações: uma fina cavidade contem muitas pequenas aberturas, contém células nervosas sensíveis a pressão (algo como um sentido do tato a distância).
- Eletrorrecepção: Como outros peixes cartilaginosos, têm ampolas de Lorenzini, receptores sensíveis à temperatura, salinidade e pressão da água e também a campos eletromagnéticos e correntes elétricas geradas pelos músculos de outros organismos.[6] Como seus olhos estão localizados na região dorsal e sua boca, na parte ventral, a raia-chita detecta suas presas a partir dessas pequenas variações de campos elétricos, causados pela movimentação dos corpos desses pequenos animais.[8]

## Reprodução
A reprodução da raia-chita é realizada uma vez ao ano. Os machos perseguem uma fêmea, montando-a após algumas tentativas, quando chega a mordê-la em sua nadadeira. São ovovivíparos, isto é, a fêmea retém os ovos e, depois de 12 meses de gestação, libera cerca de 4 filhotes como versões em miniatura dos pais, medindo de 18 a 36 centímetros de largura. O primeiro registro de cópula de raia-chita feito pela ciência brasileira ocorreu em março de 2023, nas águas do Parque Nacional da Ilha Anchieta (Ubatuba - SP), feitos pelo projeto científico Mergulhando na Conservação e relatado com detalhes no podcast Sinal de Vida.

## Importância ecológica
Como predador de diversos seres que ficam presos nos substratos, a raia-chita tem importante papel de regulação dessas populações. Além de servir de alimento para diversos outros animais, como tubarões.

## Ameaças
A raia-chita é considerada Em Perigo (EN), ou seja, em risco muito elevado de extinção na natureza, com necessidade de intervenção humana para a conservação dessa espécie. Segundo a IUCN, a tendência as populações desta espécie é de declínio. Suspeita-se que esta espécie tenha sofrido uma redução populacional de 50% a 79% nas últimas três gerações (30 anos) na parte Atlântica da América do Sul.
Sua principal ameaça vem pelas pressões da pesca industrial, onde comumente a raia-chita é capturada acidentalmente em extensas redes de arrasto. Pela pressão vinda do arrasto de centenas de animais nessas redes, muitos desses animais morrem antes mesmo de serem emergidos para fora d'água. Por diversas vezes estes animais capturados acidentalmente são reutilizados para venda no mercado informal, muitas vezes misturados a carnes de outros peixes (como bacalhau) ou em pratos como casquinhas de siri.